# Illusion (álbum de Renaissance)
Illusion es el segundo álbum de la banda de rock progresivo británica Renaissance, lanzado en 1971.
Este álbum fue la primera colaboración de la poeta inglesa Betty Thatcher escribiendo las letras del grupo.

## Lista de canciones
Lado A
1. "Love Goes On" (Keith Relf) - 2:51
2. "Golden Thread" (Jim McCarty, K. Relf) - 8:15
3. "Love Is All (McCarty, Betty Thatcher)" - 3:40
4. "Mr. Pine (Michael Dunford)" - 7:00

Lado B
1. "Face of Yesterday" (McCarty) - 6:06
2. "Past Orbits of Dust" (McCarty, K. Relf, Thatcher) - 14:39

Bonus Tracks (edición 2004 de Arcangelo remaster)
1. "Shining Where the Sun Has Been" (Jim McCarty & Keith Relf 1968 Demo) - 2:52
2. "All the Fallen Angels" (Keith Relf 1976 Demo) - (5:28)
3. "Prayer for Light" (Banda sonora de Jim McCarty y Keith Relf para la película inédita de 1971 "Schizom") - (5:27)
4. "Walking Away " (Banda sonora de Jim McCarty y Keith Relf para la película inédita de 1971 "Schizom") - (4:19)

## Integrantes
- Jane Relf - voces, percusión
- Keith Relf - guitarra eléctrica, voces
- John Hawken - piano y teclados
- Louis Cennamo - bajo eléctrico
- Jim McCarty - batería, voces

Músicos invitados
- Terry Crowe - voces, percusión (pista 4)
- Michael Dunford - guitarras (pista 4)
- Neil Korner - bajo (pista 4)
- Terry Slade - batería (pista 4)
- Don Shin - piano eléctrico (pista 6)